# Family Tree DNA
Family Tree DNA és una divisió de Gene by Gene, una companyia de proves genètiques comercials amb seu a Houston, Texas. Family Tree DNA ofereix anàlisi d'ADN autosòmic, cromosoma Y i ADN mitocondrial a particulars amb finalitats genealògiques. És l'empresa més coneguda de tot el món per a l'anàlisi del cromosoma Y i l'ADN mitocondrial, i la tercera més coneguda per a l'ADN autosòmic. A Europa, és la més comuna per a l'ADN autosòmic.